# Bilal Loukili
Bilal Loukili (en Tamazight : ⴱⵉⵍⴰⵍ ⵍoⴽⵉⵍⵉ) et (en arabe : بلال لوكيلي) né le 20 septembre 1999 à Hoensbroek aux Pays-Bas est un kick-boxeur néerlando-marocain, actuellement en compétition dans la division poids welters de l'organisation Enfusion.

## Biographie

### Naissance, enfance et débuts
Bilal Loukili naît à Hoensbroek aux Pays-Bas de parents marocains originaires du Rif, au Maroc. Plus précisément de la ville d'Al-Aroui dans la province de Nador. 
Dès son plus jeune âge, comme la plupart des garçons, il était un fanatique de football quand il avait cinq ans. À l'âge de douze et treize ans, Bilal, alors milieu de terrain dans un club de football, va commencer à grandir considérablement, à tel point que sa taille "encombrante" poussera le coach sportif de l'équipe de football de son ancien club à lui demander de rester sur le banc. Ne pouvant plus jouer et critiqué pour sa "lenteur", il se cherche une nouvelle activité sportive. À la maison, la famille est branchée sur les chaines sportives. Des programmes comme l'Eurosport Fightclub sur Eurosport et K1 sur SBS6 sont retranscrit à la télévision et lui permettent de découvrir Badr Hari et Andy Souwer qui l'inspirent à se lancer définitivement dans le kick-boxing.  
S'inscrivant d'abord dans un gymnase à Hoensbroek, à ses débuts, il trouve ce sport difficile et confiera avoir reçu beaucoup de coups. Après deux mois, il commençait à mieux appréhender les techniques. Dû à leurs jeunes âges, les jeunes avec qui il s'entrainait arrêtèrent tour à tour le kick-boxing pour passer des examens scolaires, Bilal s'est retrouvé seul. La solitude le poussera a arrêté le kick-boxing à cette période. Six mois plus tard, il rencontre un passionné avec qui il part s'entrainer au Hoyer's Gym à Heerlen.

### Les premiers combats
Danny Hoyer, son nouvel entraîneur à Heerlen, allait organiser un gala la semaine suivante et celui-ci a tout de suite été impressionné par Bilal, il lui propose alors de participer. Bilal de son côté compte sur cette opportunité malgré le fait qu'il devait se battre avec des grands hommes, majeures et expérimentés alors qu'il ne s'était pas entrainé depuis maintenant six mois et qu'âgé d'à peine quinze ans, il n'avait pas encore l'âge légal pour participer, dès lors il décide de changer sa date de naissance dans le registre sportif afin de pouvoir participer à ce premier gala. Il se prépare pendant une semaine seulement et ne s'attendait pas à tombé sur celui qui allait être son adversaire : un homme d'une trentaine d'années, à la barbe épaisse, qui avait une fille et une femme qui regardaient du côté du ring. Déstabilisé mais ambitieux, Bilal gagne son combat et finira par donner une "bonne raclée" à son adversaire. Après son premier gala où il s'est finalement offert une première victoire, il dira avoir été malade et avoir été sous les nerfs durant sa période de préparation, cependant, malgré la nervosité dû à son premier combat, il confiera être devenu accro aux cris de la foule et à l'adrénaline ressentie.  
Pour devenir un meilleur combattant, il contacte Mohammed Jaraya sur instagram et lui demande quand est-ce que celui-ci s'entraine, Jaraya l'invite alors à le rejoindre à Den Bosch. Bilal confiera : «Si Jaraya n'avait pas répondu à mon message, je ne serais probablement pas devenu le combattant que je suis aujourd'hui». 
Dès lors, il rejoint Den Bosch pour s'entrainer avec Jaraya qui préparait son combat contre Tayfun Özcan. Mohammed Jaraya s'entraine au sparring avec Bilal qui après ça, est retourné au Limbourg avec deux yeux bleus. Convaincu de progresser à grands pas, Bilal décide de passer définitivement de Heerlen à Den Bosch. Il rejoint alors le Fighting Talents Gym où il y commence un entrainement intensif. Il est formé par les frères Oussama et Hicham El Gaoui qui ont avant lui, entre autres, formé Ilias Bulaid et Mohammed Jaraya avec qui, Bilal s'entraine. Les frères El Gaoui, après une carrière dans le kick-boxing, se concentrent maintenant sur la prochaine génération de combattants champions dont Bilal fait partie. 

### Ses débuts en Enfusion
Bien entrainé, il rejoint et signe un contrat chez Enfusion. Loukili a fait partie des pointures à l'Enfusion d'Eindhoven, où il a battu Redouan Laarkoubi au Theo Koomenlaan 1.

## Vie personnelle
Bilal Loukili s'est démarqué de ses rivaux depuis ses débuts pour porter le drapeau Amazigh à chaque combat, représentatif des populations Imazighens autochtones d'Afrique du Nord. Un drapeau qu'il a imprimé sur ses vêtements et équipements sportifs. 
Il parle la langue Tamazight zénète rifaine : le Tarifit et la langue de son pays de naissance, les Pays-Bas : le néerlandais.